# احیهود (اسرائیل)
أحیهود (به لاتین: Ahihud) یک منطقهٔ مسکونی در اسرائیل است که در جلیل واقع شده‌است.